# Dolichopeza (Dolichopeza) nitida
Dolichopeza (Dolichopeza) nitida is een tweevleugelige uit de familie langpootmuggen (Tipulidae). De soort komt voor in het Palearctisch gebied.